# Поліас Матане
Сер Поліас Нгуні Матане (англ. Paulias Nguna Matane; 12 вересня 1931 — 12 грудня 2021) — генерал-губернатор Папуа Нової Гвінеї з 27 червня 2004 року по 13 грудня 2010 року.

## Біографія
За професією журналіст, 27 травня 2004 року був обраний місцевим парламентом генерал-губернатором Папуа Нової Гвінеї 50 голосами проти 46. Це був перший випадок такого обрання глави держави в країні, що дало можливість його опонентові спробувати оскаржити результати в суді, щоправда невдало. До цього виконувачем обов'язки генерал-губернатора був Джеффрі Нейп.
Верховний суд Папуа Нової Гвінеї визнав переобрання Матане неконституційним у грудні 2010 року.
Помер 12 грудня 2021 року.